# Recreativo de Huelva
Recreativo de Huelva er en spansk fodboldklub fra Huelva i Andalusien, der spiller i landets næstbedste række, Segunda Division. Klubben er den ældste fodboldklub i Spanien.

## Historie
Klubben blev grundlagt i 1889, efter sigende af britiske sølvminearbejdere, men debuterede først i La Liga i sæsonen 1978/1979. Det blev dog en kort oplevelse, og den rykkede straks ned igen.
I 2002 lykkedes det igen at komme op i den bedste række, men igen blev det kun til en enkelt sæson. I denne sæson var klubben også i finalen i Copa del Rey, som dog blev tabt 3-0 til RCD Mallorca.
Klubben har i løbet 2000'erne hyppigt skiftet række mellem La Liga og Segunda Division. Senest i 2009, hvor man rykkede ned efter at være sluttet på La Ligas sidsteplads.

## Titler
Copa del Rey:
- Sølv (1): 2002/2003

## Kendte spillere
- Luis Aragonés
- Ikechukwu Uche
- Santi Cazorla